# 通桥街道
通桥街道，是中华人民共和国重庆市大足区下辖的一个乡镇级行政单位。

## 历史沿革
通桥原属大足县。1954年以后属龙水区土桥乡（现为龙水镇平桥社区）和邮亭区元通乡（现为邮亭镇元通村）。
1975年10月，大足县划出双路公社和元通公社4个大队、土桥公社2个大队建立双桥区，隶属于重庆市。其中，元通公社、土桥公社划出的共6个大队合并为通桥公社，取元通、土桥之意。后按《宪法》与《地方组织法》等规定，改为通桥镇。
2011年10月，双桥区撤销，通桥镇划入新成立的大足区，由双桥经济技术开发区代管。2014年12月30日，重庆市人民政府批复同意撤销通桥镇，设立通桥街道。

## 行政区划
通桥街道下辖以下地区：
青春社区、茅店社区、天桥社区、天星社区和山湖社区。